# Benoît Sinner
Benoît Sinner (Fontenay-aux-Roses, 7 augustus 1984) is een Frans voormalig wielrenner. 

## Carrière
Sinner werd beroepswielrenner in 2006 bij het Franse Agritubel. In datzelfde jaar werd hij Europees kampioen op de weg in de leeftijdsklasse onder 23 jaar.

## Belangrijkste overwinningen
2005
3e etappe Triptyque des Monts et Châteaux
1e etappe Giro delle Regioni
2006
 Europees kampioen op de weg, Beloften
1e etappe Boucles de la Mayenne
2013
1e etappe Boucles de la Mayenne
Puntenklassement Boucles de la Mayenne
2014
Tour de l'Eure et Loire
2016
4e etappe Ronde van Normandië

## Resultaten in voornaamste wedstrijden
| Jaar | Parijs-Roubaix | Parijs-Tours |
| ---- | -------------- | ------------ |
| 2006 | opgave         | opgave       |
| 2007 | opgave         | 94e          |
| 2008 | opgave         |              |

## Ploegen
- 2006 –  Agritubel
- 2007 –  Agritubel
- 2008 –  Agritubel
- 2009 –  Besson Chaussures-Sojasun
- 2015 –  Équipe Cycliste de l'Armée de Terre
- 2016 –  Armée de Terre